# 282
282是281與283之間的自然數。

## 在數學中
- 合數，正因數有1、2、3、6、47、94、141和282。
質因數分解為{\displaystyle 2\times 3\times 47}。
- 第66個過剩數，真因數和為294，盈度為12。前一個為280、下一個為288。
  - 第67個半完全數，和為本身的其中一組因數為47、 94、 141。前一個為280、下一個為288。
- 不尋常數，大於平方根的質因數為47。
- 第28個佩服數，相減後為本身的因數為6。前一個為270、下一個為308。
- 無平方數因數的數。
- 第29個楔形數。前一個為273、下一個為285。
- 十进制的奢侈數。
  - 楔形數
  - 無平方數因數的數
- 迴文數
- 半完全數：282=47+94+141
- {\displaystyle 282\pm 1}是孿生質數

## 在人類文化中
- 克萊斯勒大廈屋頂高282公尺，在帝國大廈完工前一直是最高大樓
- 在臺灣，第1期到第281期的愛國獎券都是直式設計，自第282期愛國獎券起，轉為橫式設計
- 《漢謨拉比法典》除序言和結語外，共有條文282條
- 根據加拿大憲法，加拿大國會下議院不可以少於282個議席
- 黃牛章第282節是整部《古蘭經》的阿亞長度最長的

## 在地理中
- 種子島是鹿兒島縣縣內所有有人居住的離島中位於最東端的，最高標高282公尺
- 美國加利福尼亞州的安大略市海拔282公尺
- 瑞士的日內瓦州面積為282平方公里

## 在天文中
- NGC 282 是雙魚座的一個星系
- 巨爵座的面積為282平方度

## 在其他領域中
- 西元282年和前282年
- 台灣探空火箭中的探空五號火箭，其中離子探測器用於量測離地82到282公里高度之間太空環境的電漿密度與離子溫度
- 暗紫的HSV為（282°, 100%, 83%）